# Nyctemera aegrotum
Nyctemera aegrotum là một loài bướm đêm thuộc phân họ Arctiinae, họ Erebidae.